# Rich Skrenta

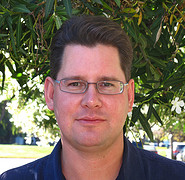
Skrenta in 2009

Rich Skrenta (Pittsburgh, 1967) is een Amerikaanse computerprogrammeur en ondernemer die de zoekmachine Blekko creëerde.

## Eerste computervirus
Tijdens zijn schooltijd schreef Skrenta op 15-jarige leeftijd het Elk Cloner computervirus dat Apple II machines wist te infecteren. Wat startte als een grap werd het eerste computervirus ooit gemaakt dat zich op grote schaal wist te verspreiden.

## Zoekmachine
Eind jaren 2000 richtte Skrenta de startup Blekko Inc. op. Hij ontwierp Blekko, een zoekmachine voor het internet die op 1 november 2010 openbaar werd. Blekko verzamelt zoekresultaten uit drie miljard vertrouwde webpagina's. Blekko Inc. werd in 2015 overgenomen door IBM voor gebruik in de Watson supercomputer.